# André Breton
André Breton (1896-1966) là nhà văn và nhà thơ người Pháp. Ông là người khai sinh ra nghệ thuật siêu thực, chủ nghĩa nghệ thuật làm nên nền văn học Pháp trong giai đoạn từ năm 1922 đến Chiến tranh thế giới thứ hai. Một trong những tác phẩm nổi tiếng của ông đó là Nadja.